# Vytautas Kaupas
Vytautas Kaupas (* 1. April 1982 in Vilnius) ist ein ehemaliger litauischer Radrennfahrer.

## Karriere
Vytautas Kaupas wurde im Jahr 2000 Junioren-Weltmeister in der Mannschaftsverfolgung auf der Bahn. Im Elitebereich gewann er 2003 und 2010 den litauischen Meistertitel im Straßenrennen. Außerdem siegte er bei insgesamt vier Rennen des internationalen Radsportkalenders. 2010 siegte er im Rennen Tartu Rattaralli.

## Erfolge
2000
- Weltmeister – Mannschaftsverfolgung

2003
- Litauischer Meister – Straßenrennen

2004
- eine Etappe Bulgarien-Rundfahrt

2006
- Vlaamse Havenpijl

2007
- Grand Prix de Beuvry-la-Forêt

2010
- Grand Prix de Nogent-sur-Oise
- Litauischer Meister – Straßenrennen

## Teams
- 2005 Jartazi Granville
- 2006 Jartazi-7Mobile
- 2007 Jartazi-Promo Fashion
- 2008 Mitsubishi-Jartazi
- 2009 Revor-Jartazi
- 2010 Continental Differdange
- 2011 Differdange-Magic-SportFood.de
- 2012 Differdange-Magic-SportFood.de
- 2013 Differdange-Losch
- 2014 Differdange-Losch